# Инсайдеры (фильм, 2015)
Инсайдеры (англ. Inside Men, кор. 내부자들, 内部者들, Naebujadeul) — южнокорейская политическая криминальная драма. Режиссёром и сценаристом выступил У Мин-хо. Фильм основан на вебтуне The Insiders, в котором описывается коррупция в корейском обществе. Съемки фильма с Ли Бён Хоном, Чо Сын-у и Пэк Юн-сик в главных ролях начались в июле 2014 года, а его показ в кинотеатрах состоялся 19 ноября 2015 года.

## Сюжет
Главный редактор влиятельной консервативной газеты Ли Ган-хи продвигает кандидата в президенты Чан Пхир-у в лидеры предвыборной гонки. За этой кампанией стоит сделка с крупнейшим спонсором газеты — корпорацией Mirae Motors. Гангстер Ан Сан-гу, одно время работает на обоих - и на Ли и на Чана, выполняет различные их поручения и предан своему делу, но однажды решает передать редактору Ли документы компрометирующие конгрессмена Чана. Вскоре бандит окажется привязанным к стулу, а безэмоциональные люди в деловых костюмах отпилят ему руку и сдадут в дурдом. Ан решает мстить. Тут в сюжете появляется Ву Чжан Хун, амбициозный прокурор, который начинает расследование отношений между Чан и спонсором. Приступая к делу, Ву встречает Ана, который методично планировал свою месть. С этого момента начинается война между ослепленным властью, одержимым местью и жаждущим успеха.

## В ролях
- Ли Бён Хон в роли Ан Сан-гу
- Чо Сын-у в роли Ву Чжан Хун
- Пэк Юн-сик в роли Ли Ган-хи
- Lee Geung-young в роли Jang Pil-woo
- Kim Hong-pa в роли Oh Hyun-soo
- Bae Seong-woo в роли Park Jong-pal
- Jo Jae-yoon в роли начальника отдела Бэнг
- Kim Dae-myung в роли Go Sang-chul
- Jo Woo-jin в роли управляющего Джо
- Lee El в роли Joo Eun-hye
- Kim Byeong-ok в роли Oh Myung-hwan (секретарь по гражданским делам в Чхонвадэ)
- Kim Eui-sung в роли главного редактора Joguk Ilbo
- Park Jin-woo в роли главы депаратамента Ли
- Park Jin-young в роли сына члена парламента
- Nam Il-woo в роли отца Ву Чжан Хуна
- Kwon Hyeok-poong в роли Seok Myeong-gwan
- Ryu Tae-ho в роли Moon Il-seok
- Park Sang-gyoo в роли Kim Seok-woo
- Jo Deok-je в роли детектива Чой

## Реакция на фильм
За первые четыре дня проката в Южной Корее фильм собрал 13,2 млрд. вон, за шесть дней — более 2 млн. зрителей, за один день фильм посмотрели 489 503 зрителя – это рекорды для фильма с рейтингом R.

## Внешние ссылки
- Inside Men (англ.) на сайте Internet Movie Database